# Ponsan-Soubiran
Ponsan-Soubiran – miejscowość i gmina we Francji, w regionie Oksytania, w departamencie Gers.
Według danych na rok 1990 gminę zamieszkiwały 122 osoby, a gęstość zaludnienia wynosiła 18 osób/km² (wśród 3020 gmin regionu Midi-Pireneje Ponsan-Soubiran plasuje się na 941. miejscu pod względem liczby ludności, natomiast pod względem powierzchni na miejscu 1343.).